# Win Mortimer
James Winslow „Win“ Mortimer (* 1. Mai 1919 in Hamilton, Ontario; † 11. Januar 1998) war ein kanadischer Comiczeichner.

## Leben und Arbeit
Mortimer wurde von seinem Vater, einem Lithographen, und an der Art Students League of New York, zum professionellen Zeichner und Illustrator ausgebildet. Während des Zweiten Weltkrieges gehörte Mortimer kurzzeitig der kanadischen Armee an, aus der er 1943 entlassen wurde. Anschließend entwarf er Werbeplakate.
1945 begann Mortimer für den US-amerikanischen Verlag DC-Comics zu arbeiten, für den er zunächst vor allem die Titelbilder von verschiedenen Superhelden-Comics gestaltete. Die früheste Geschichte, der Mortimer definitiv als Zeichner zugeordnet werden kann, war die von Don Cameron verfasste Story „The Batman Goes Broke“, die in Detective Comics #105 vom November 1945 erschien. 1949 übernahm Mortimer von Wayne Boring den Job des Zeichners des Superman-Comicstrips, der zu dieser Zeit in zahlreichen amerikanischen Tageszeitungen erschien, und den er insgesamt sieben Jahre lang, bis 1956 betreute. Anschließend entwickelte er seinen eigenen Abenteuercomicstrip David Crane, der vom Prentice-Hall Syndicate vermarktet wurde und an dem er fünf Jahre lang arbeitete. Danach zeichnete er sieben Jahre lang den Strip Larry Brannon, der von 1961 bis 1968 im Toronto Star abgedruckt wurde.
1968 kehrte Mortimer zu DC-Comics zurück, wo er in den folgenden Jahren als Zeichner an zahlreichen Serien der unterschiedlichsten Genres eingesetzt wurde. So zeichnete er für die Humor-Titel Stanley and His Monster, Scooter und Fat Albert und die Superheldenserien bzw. -features Legion of Super-Heroes und Supergirl. In den 1970er Jahren begann Mortimer als freischaffender Zeichner für andere Verlage außer DC zu arbeiten. Für Marvel Comics zeichnete er die siebenundfünfzig Ausgaben erreichende Spider-Man-Serie Spidey Super Stories, die von Oktober 1974 bis März 1982 erschien und die die Comicadaption der damaligen Spider-Man-Fernsehserie darstellte. Für den Verlag Golden Key übernahm Mortimer Comicserien wie Boris Karloff Tales of Mystery und The Twilight Zone.
1983 verließ Mortimer die Comicbranche, um fortan Werbedesigns und kommerzielle Kunst für Neal Adams Studio Continuity Associates zu gestalten. Mortimers letzte Comicarbeit für DC waren die Zeichnungen für die vierteilige, von John Byrne verfasste, Miniserie World of Metropolis die von August bis November 1988 bei DC-Comics erschien. Seine letzte Arbeit überhaupt waren die Layouts für das bei Triad Comics erschienene Heft The Honeymooners #11 vom Juni 1989.
2006 wurde Mortimer postum in die Joe Shuster Canadian Comic Book Creator Hall of Fame aufgenommen, eine Art Ruhmeshalle herausragender kanadischer Comickünstler.